# (7366) Agata
(7366) Agata (1996 UY) – planetoida z pasa głównego asteroid okrążająca Słońce w ciągu 5,6 lat w średniej odległości 3,15 j.a. Została odkryta 20 października 1996 roku przez Takao Kobayashiego.